# Joe Butler
Joe Butler, all'anagrafe Joseph Campebell Butler (New York, 16 settembre 1941), è un cantante, batterista e arpista statunitense, noto anche per essere stato il batterista e talvolta cantante del gruppo The Lovin' Spoonful, entrato a far parte nel 2000 della Rock and Roll Hall of Fame.